# Tour der walisischen Rugby-Union-Nationalmannschaft nach Australien 1996
| Tour der Waliser nach Australien 1996 | Tour der Waliser nach Australien 1996 | Tour der Waliser nach Australien 1996 | Tour der Waliser nach Australien 1996 | Tour der Waliser nach Australien 1996 |
| Übersicht                             | S                                     | G                                     | U                                     | N                                     |
| ------------------------------------- | ------------------------------------- | ------------------------------------- | ------------------------------------- | ------------------------------------- |
| Test Matches                          | 2                                     | 0                                     | 0                                     | 2                                     |
| Sonstige Spiele                       | 6                                     | 3                                     | 0                                     | 3                                     |
| Gesamt                                | 8                                     | 3                                     | 0                                     | 5                                     |
|                                       |                                       |                                       |                                       |                                       |
| Australien                            | 2                                     | 0                                     | 0                                     | 2                                     |

Die Tour der walisischen Rugby-Union-Nationalmannschaft nach Australien 1996 umfasste eine Reihe von Freundschaftsspielen der walisischen Rugby-Union-Nationalmannschaft. Sie reiste von Ende Mai bis Ende Juni 1996 durch Australien und bestritt während dieser Zeit acht Spiele. Darunter waren zwei Test Matches gegen die australische Nationalmannschaft, die beide verloren gingen. Hinzu kamen sechs weitere Spiele gegen regionale Auswahlteams, die mit je drei Siegen und Niederlagen endeten.

## Spielplan
- Hintergrundfarbe grün = Sieg
- Hintergrundfarbe rot = Niederlage

(Test Matches sind grau unterlegt; Ergebnisse aus der Sicht von Wales)
| # | Datum         | Gegner                       | Ort       | Stadion                 | Ergebnis |
| - | ------------- | ---------------------------- | --------- | ----------------------- | -------- |
| 1 | 30. Mai 1996  | Western Australia            | Perth     | WACA Ground             | 62:20    |
| 2 | 02. Juni 1996 | Australian Capital Territory | Canberra  | Canberra Stadium        | 30:69    |
| 3 | 05. Juni 1996 | New South Wales Waratahs     | Sydney    | Sydney Football Stadium | 20:27    |
| 4 | 09. Juni 1996 | Australien                   | Brisbane  | Ballymore Stadium       | 25:56    |
| 5 | 12. Juni 1996 | Australien A                 | Brisbane  | Ballymore Stadium       | 41:51    |
| 6 | 15. Juni 1996 | New South Wales Country      | Moree     | Weebollabolla Oval      | 49:3     |
| 7 | 18. Juni 1996 | Victorian Rugby Union        | Melbourne | Olympic Park Stadium    | 42:9     |
| 8 | 22. Juni 1996 | Australien                   | Sydney    | Sydney Football Stadium | 3:42     |

## Test Matches
| 9. Juni 1996 | Australien                                                                                           | 56 : 25        | Wales                                                                               | Ballymore Stadium, Brisbane Zuschauer: 19.800 Schiedsrichter: Glenn Wahlstrom (Neuseeland) |
| 9. Juni 1996 | Versuche: Caputo Howard Manu Morgan Murdoch Roff Wilson Erhöhungen: Burke (6) Straftritte: Burke (3) | (25:6) Bericht | Versuche: Llewellyn Proctor Taylor Erhöhungen: Jenkins (2) Straftritte: Jenkins (2) | Ballymore Stadium, Brisbane Zuschauer: 19.800 Schiedsrichter: Glenn Wahlstrom (Neuseeland) |

Aufstellungen:
- Australien: Matt Burke, David Campese, Marco Caputo, John Eales , Owen Finegan, George Gregan, Richard Harry, Tim Horan, Pat Howard, Daniel Manu, Ewen McKenzie, Garrick Morgan, Alistair Murdoch, Joe Roff, David Wilson 
 Auswechselspieler: Mike Brial
- Wales: John Davies, Leigh Davies, Nigel Davies, Ieuan Evans, Jonathan Humphreys , Rob Howley, Neil Jenkins, Derwyn Jones, Gwyn Jones, Gareth Llewellyn, Christian Loader, Wayne Proctor, Hemi Taylor, Gareth Thomas, Steve Williams 
 Auswechselspieler: Lyndon Mustoe, Mike Voyle

| 22. Juni 1996 | Australien                                                                                         | 42 : 3         | Wales                | Sydney Football Stadium, Sydney Zuschauer: 35.784 Schiedsrichter: Colin Hawke (Neuseeland) |
| 22. Juni 1996 | Versuche: Burke Finegan Foley Horan Morgan Roff Erhöhungen: Burke (2) Eales Straftritte: Burke (2) | (13:3) Bericht | Straftritte: Jenkins | Sydney Football Stadium, Sydney Zuschauer: 35.784 Schiedsrichter: Colin Hawke (Neuseeland) |

Aufstellungen:
- Australien: Mike Brial, Matt Burke, David Campese, Marco Caputo, John Eales , Owen Finegan, Richard Harry, Pat Howard, Ewen McKenzie, Garrick Morgan, Joe Roff, Tim Horan, Sam Payne, Ben Tune, David Wilson 
 Auswechselspieler: Dan Crowley, Michael Foley, Stephen Larkham, Daniel Manu
- Wales: Nigel Davies, Ieuan Evans, Andrew Gibbs, Simon Hill, Rob Howley, Jonathan Humphreys , Neil Jenkins, Derwyn Jones, Gareth Llewellyn, Christian Loader, Lyndon Mustoe, Wayne Proctor, Hemi Taylor, Gareth Thomas, Steve Williams 
 Auswechselspieler: Dafydd James, Andrew Lewis